# Lycium grandicalyx
Lycium grandicalyx är en potatisväxtart som beskrevs av A.M. Joubert och H.J.T. Venter. Lycium grandicalyx ingår i släktet bocktörnen, och familjen potatisväxter. Inga underarter finns listade i Catalogue of Life.